# Zósimo de Panópolis

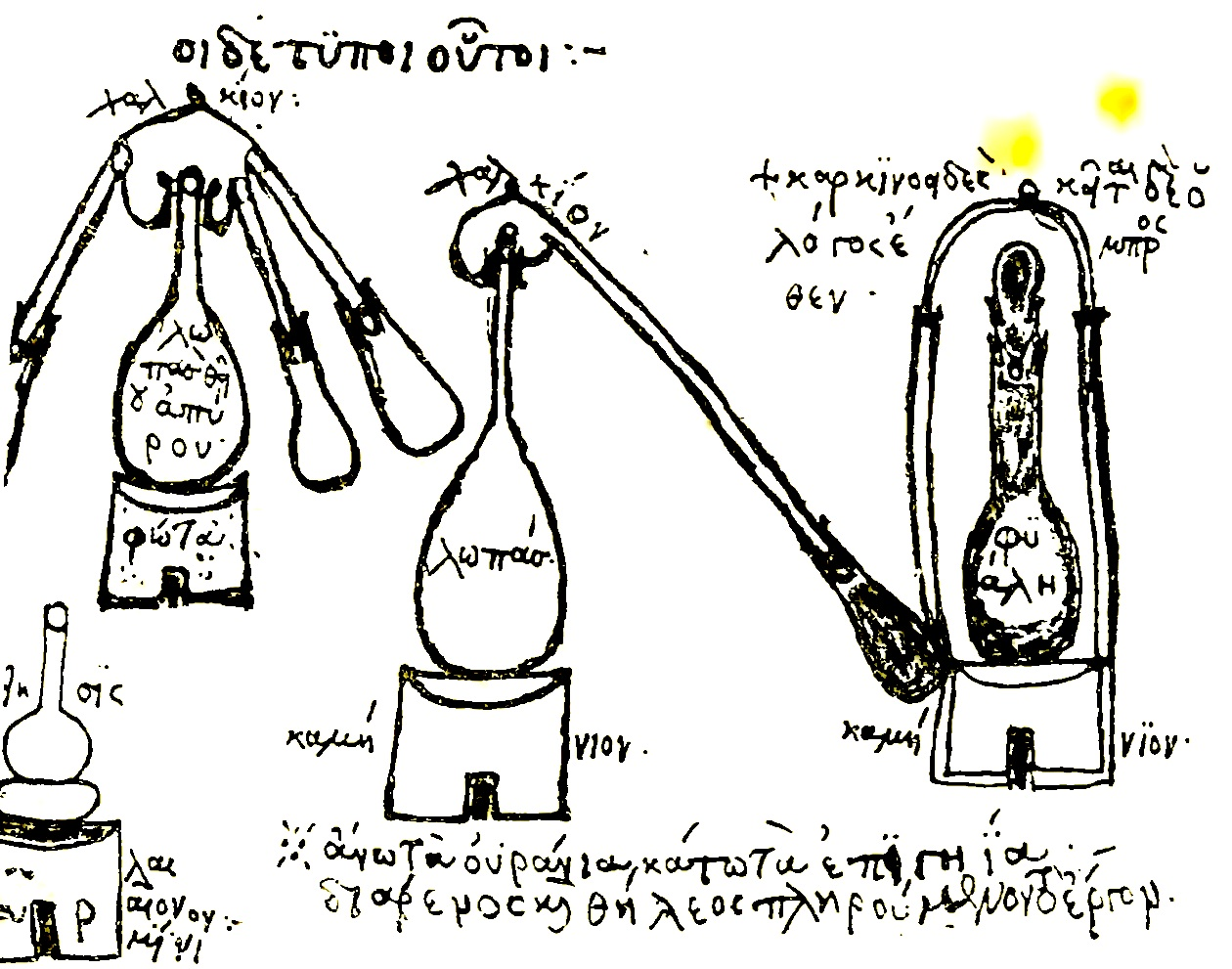
Equipo de la destilación de Zosimos, del manuscrito griego bizantino del Codex Parisinus 2327.

Zósimo de Panópolis (en griego: Ζώσιμος) fue un alquimista griego de finales del siglo III y comienzos del IV, nacido en Panópolis (hoy Ajmin) en el Alto Egipto, ca. del año 300, quien escribió los libros de alquimia más antiguos de que se tenga noticia, conocidos solo por citas en griego original, o traducciones en sirio o árabe.
En 1995 se descubrió una traducción al árabe de textos de Zósimo de Panópolis hecha por al-Tughra'i' (Ibn Al-Hassan Ibn Ali Al-Tughra'i), alquimista persa del siglo XI. Parece ser que las traducciones están incompletas y no son muy fidedignas. En el índice de libros árabe Kitab al-Fihrist, publicado en Bagdad por Ibn Al-Nadim, se mencionan las traducciones de cuatro libros de Zósimo, pero debido a confusiones de los traductores, estos textos no se atribuían a Zósimo de Panópolis sino a otros autores, con nombres como "Thosimos" o "Dosimos"; también es posible que dos de esas traducciones sean de un mismo libro.